# Dương Trung (Nam Bắc triều)
Dương Trung (giản thể: 杨忠; phồn thể: 楊忠; bính âm: Yáng Zhōng, 507 – 568), tên lúc nhỏ là Nô Nô, tướng lĩnh nhà Tây Ngụy, nhà Bắc Chu, được con trai là Tùy Văn đế Dương Kiên truy tôn làm Hoàng đế, miếu hiệu Thái Tổ, thụy hiệu Vũ Nguyên hoàng đế. Ông là một trong 12 Đại tướng quân của nhà Tây Ngụy, được quyền thần Vũ Văn Thái ban họ Tiên Ti là Phổ Lục Như (Puliuru), tự là Yểm Vu.

## Xuất thân
Dương Trung vốn là quân nhân của trấn Vũ Xuyên, một trong 6 trấn quân sự của Đại Bắc (phía bắc quận Đại) . Hoàng thất nhà Tùy tự nhận là hậu duệ của sĩ tộc họ Dương ở quận Hoằng Nông  nhà Tây Hán, nguyên quán là huyện Hoa Âm .
Cha là Dương Trinh, làm Ninh viễn tướng quân nhà Bắc Ngụy. Năm Trung được 18 tuổi, Trinh tử trận khi tham gia đánh dẹp cuộc khởi nghĩa của cựu quân nhân trấn Hoài Sóc là Tiên Vu Tu Lễ.
Chu thư miêu tả: ông mày râu đẹp đẽ, mình dài 7 thước 8 tấc, dáng vẻ khôi ngô, võ nghệ tuyệt luân, tính hiểu biết, độ lượng lại thầm trầm, có tài tướng soái.

## Luân lạc nam bắc
Sau khi cha mất, Trung theo nạn dân chạy đến Thái Sơn, Sơn Đông. Chưa yên ổn được lâu, quân nhà Lương xâm phạm, ông nằm trong số dân chúng bị bắt đến Giang Nam.
Trung ở miền nam 5 năm, nhân Bắc Hải vương Nguyên Hạo được tướng nhà Lương là Trần Khánh Chi hộ tống quay về bắc, Trung nhận chức Trực các tướng quân, tham gia quân đội của Nguyên Hạo tiến vào Lạc Dương. Không lâu sau, Nhĩ Chu Vinh từ phía bắc quay về, Nguyên Hạo thua chạy và bị giết, Trần Khánh Chi phải cạo đầu giả làm hòa thượng trốn về miền nam, ông trở thành tù binh, được cháu trai của Vinh là Nhĩ Chu Độ Luật thu nhận, làm Thống quân.
Trung theo Nhĩ Chu Triệu từ Tịnh Châu tiến vào Lạc Dương bắt Hiếu Trang đế, được ban tước Xương huyện bá, bái làm Đô đốc, lại riêng phong Tiểu Hoàng huyện bá. Ông ở dưới quyền của Độc Cô Tín (về sau 2 người kết làm thân gia), tham gia đánh hạ một số đồn thú của nhà Lương.
Bắc Ngụy phân liệt làm 2 nước Đông – Tây. Trung theo Độc Cô Tín về với Tây Ngụy, được tiến tước làm hầu. Tín nhận lệnh giành lại Kinh Châu, Trung tham gia đánh hạ Đồng Quan, thành Hồi Lạc, được ban làm An tây tướng quân, Ngân thanh Quang lộc đại phu. Tín lấy Trung, Khang Lạc Nhi và Nguyên Trường Sinh làm 3 vị tiên phong, tập kích Kinh Châu. Thứ sử Tân Toản thua chạy không kịp trở về, bị Dương Trung chém chết, quân Tây Ngụy chiếm cứ Kinh Châu. Nửa năm sau, tướng Đông Ngụy là bọn Cao Ngao Tào, Hầu Cảnh đến đánh, bọn Tín không địch nổi, trốn sang nhà Lương.
Bọn họ ở Giang Nam 3 năm, năm Đại Thống thứ 3 (537), được Lương Vũ đế trả về Quan Trung. Vũ Văn Thái giữ Trung lại dưới trướng.

## Làm tướng Tây Ngụy
Ông thường cùng Thái săn bắn ở Long Môn, một mình bắt thú dữ, tay trái khống chế, tay phải nhổ lưỡi. Thái hết lời ca ngợi sự dũng cảm của Trung, vì người Tiên Ti gọi mãnh thú là"yểm vu", nên ban làm tên tự của ông.
Trung tham gia các chiến dịch Tiểu Quan, Sa Uyển, được ban chức Chinh tây tướng quân, Kim tử quang lộc đại phu, tiến tước Lương Thành huyện công.
Trong trận Hà Kiều, ông cùng 5 vị tráng sĩ đảm trách việc giữ cầu, quân Đông Ngụy thấy bọn họ dũng mãnh, không dám đến gần. Nhờ công được ban chức Tả quang lộc đại phu, Vân Châu thứ sử, kiêm Đại đô đốc.
Trung cùng Lý Viễn phá người Kê Hồ ở Hắc Thủy, rồi cùng Di Phong giải vây cho Ngọc Bích.
Trong trận Mang Sơn, ông lại 1 ngựa xông pha, nhờ công được ban chức Đại đô đốc, tiến Xa kị đại tướng quân, Nghi đồng tam tư, Tán kỵ thường thị. Truy phong mẹ là Cái thị làm Bắc Hải quận quân. Ít lâu sau được ban chức Đô đốc Sóc, Yến, Hiển, Úy 4 châu chư quân sự, Sóc Châu thứ sử, gia Thị trung, Phiếu kị đại tướng quân, Khai phủ nghi đồng tam tư.
Khi quân Đông Ngụy vây Toánh Xuyên, người Man làm loạn ở Thanh Châu, ông cất quân đánh dẹp.
Nhà Lương nổ ra loạn Hầu Cảnh, Vũ Văn Thái nhiệm mệnh Trung làm Đô đốc 3 Kinh, 2 Tương, 2 Quảng, Nam Ung, Bình, Tín, Tùy, Giang, 2 Dĩnh, Tích 15 châu chư quân sự, trấn thủ Nhương Thành. Ông lấy tướng nhà Lương mới về hàng là Mã Bá Phù làm hướng đạo, tiến chiếm quận Tề Hưng và Xương Châu của nhà Lương. \
Ung Châu thứ sử, Nhạc Dương vương Tiêu Sát nhà Lương tuy đã quy phục Tây Ngụy, nhưng vẫn có bụng khác. Ông bày kế nghi binh, cho 2000 kỵ binh liên tục thay đổi cờ xí mà đi đi lại lại, Tiêu Sát trên lầu cao của Phàn Thành từ xa quan sát, ngỡ rằng có đến 3 vạn quân, nên không dám làm gì.
Ti Châu thứ sử Liễu Trọng Lễ nhà Lương soái quân tấn công Tương Dương, lưu bộ hạ ở lại giữ An Lục. Vũ Văn Thái nghe tin, sai Trung đánh chiếm quận Tùy, bao vây An Lục. Liễu Trọng Lễ lập tức quay về cứu, Trung dùng kế vây thành diệt viện, tuyển 2000 kỵ binh tinh nhuệ, ngậm tăm mà đi trong đêm, phục kích quân nhà Lương ở Tông Đầu. Ông đi trước sĩ tốt, bắt sống Trọng Lễ, diệt sạch quân nhà Lương. Tướng giữ An Lục là Mã Tu nghe tin, không đánh mà hàng.
Năm Đại Thống thứ 17 (551), Thiệu Lăng vương Tiêu Luân nhà Lương trốn đến Nhữ Nam, muốn đưa con tin sang Bắc Tề. Lương Nguyên đế Tiêu Dịch báo tin, Vũ Văn Thái bèn lệnh cho Trung đi dẹp. Buối sáng ông đến dưới thành, buổi chiều thì hạ được. Năm xưa, Trung bắt được Liễu Trọng Lễ, đãi ngộ rất hậu. Trọng Lễ đến Trường An gặp Thái, vu cáo ông giấu diếm tài vật. Thái muốn tra xét, lại tiếc ông có công lớn, chỉ cách đi chức vụ. Trung lấy làm căm phẫn, hối hận đã không giết Trọng Lễ, nay bắt được Luân và đồng bọn, đều chém cả đi. Trong lần được phục chức này, ông thừa thắng đánh chiếm mấy tòa thành nữa, lấy trọn vùng Hán Đông. Được tiến tước Trần Lưu quận công.
Đầu thời Cung đế (554 – 556), Trung được ban họ Phổ Lục Như. Vũ Văn Thái nhân lúc binh lực nhà Lương đang tập trung ở hạ du Trường Giang, lấy Vu Cẩn cùng bọn Vũ Văn Hộ, Dương Trung, Vương Kiệt soái 5 vạn tấn công Tiêu Dịch đang ở Giang Lăng trên thượng du. Vu Cẩn tiến quân thần tốc, trước tiên lệnh cho Vũ Văn Hộ và Dương Trung chiếm Giang Tân, hòng cắt đứt liên lạc của Giang Lăng và miền đông của nhà Lương, ngăn trở viện quân. Quân Tây Ngụy nhanh chóng chiếm được Giang Lăng, bắt sống Tiêu Dịch cùng toàn bộ triều thần.
Bình xong Giang Lăng, Trung nhận lệnh trấn thủ Nhương Thành, giúp đỡ Tiêu Sát. Ông tiến quân đánh dẹp người Man ở Miện, Khúc.

## Làm tướng Bắc Chu
Nhà Bắc Chu kiến lập, Trung vào triều làm Tiểu tông bá. Quân Bắc Tề xâm phạm, ông ra trấn thủ Bồ Phản. Tướng Bắc Tề là Tư Mã Tiêu Nan về hàng, ông và Đạt Hề Vũ đi đón, vào sâu nội địa Bắc Tề 500 dặm, 3 lần phái sứ giả liên lạc mà không được. Qua khỏi Dự Châu 30 dặm, Vũ nghi có biến, muốn về, Trung thà chết không lui, tiếp tục tiến lên, cuối cùng đón được Tiêu Nan. Ông lĩnh 3000 kỵ binh yểm hộ phía sau cho toàn quân quay về. Đến bờ nam Lạc Thủy, Trung cho phép binh sĩ cởi yên nghỉ ngơi, thì quân đội Bắc Tề vừa đến bờ bắc Lạc Thủy, ông an ủi mọi người rằng quân Tề sẽ không dám vượt sông. Phát hiện quân Tề thăm dò tìm cách vượt sông, Trung lên ngựa rong ruổi đi lại, ra dáng muốn vượt sông tấn công, quân Tề quả nhiên không dám đối địch, dần dần rút đi, quân Chu trở về an toàn. Đạt Hề Vũ vốn tự phụ là kiện tướng, nhưng không thể không thán phục ông.
Năm Bảo Định thứ 2 (562), Trung được thăng làm Đại tư không. Triều đình muốn liên kết Đột Quyết cùng phạt Tề, nhiều người e ngại Bắc Tề lớn mạnh, lại có danh tướng Hộc Luật Quang, Trung nói:"Đại quân thắng lợi dựa vào lòng người chứ không phải nhiều người, có 1 vạn kỵ binh là đủ rồi, thằng nhãi Hộc Luật Minh Nguyệt (tên tự của Quang) có thể làm được gì?"Năm thứ 3 (563), Bắc Chu tiến hành phạt Tề, chia làm 2 lộ Bắc – Nam. Ông làm Nguyên soái, lĩnh bọn Dương Toản, Lý Mục, Vương Kiệt, Nhĩ Chu Mẫn, Khai phủ Nguyên Thọ, Điền Hoằng, Mộ Dung Duyên… hon 10 viên đại tướng, soái Bắc lộ quân, dự tính hội họp với Nam lộ quân của Đạt Hề Vũ ở Tấn Dương .
Trung đi qua cố hương Vũ Xuyên, bái tế tiền nhân, úy lạo tướng sĩ, rồi tiến chiếm hơn 10 tòa thành của Bắc Tề. Tháng giêng năm thứ 4 (564), ông hội họp với 10 vạn quân Đột Quyết cùng đánh Tấn Dương. Gặp lúc trời đổ tuyết lớn, đại quân Bắc Tề tiến đánh, người Đột Quyết không dám ra, Trung cổ vũ tướng sĩ, tự soái 700 người đi bộ quyết chiến, đẩy lui quân Tề. Vì Đạt Hề Vũ không đúng hẹn, nên toàn quân Chu phải triệt thoái. Chu Vũ đế sai sứ nghênh đón, úy lạo ở Hạ Châu. Về đến kinh sư, đế lại bày tiệc khoản đãi. Đế muốn lấy Trung làm Thái phó, quyền thần Tấn công Vũ Văn Hộ thấy ông không ăn cánh với mình, không đồng ý. Trung được làm Tổng quản Kính, Bân, Linh, Vân, Diêm, Hiển 6 châu chư quân sự, Kính Châu thứ sử.
Trong năm ấy, Bắc Chu lần nữa phạt Tề, Đại trủng tể Vũ Văn Hộ cất đại quân vây thành Lạc Dương, còn Trung nhận lệnh ra trấn Ốc Dã đón quân Kê Hồ. Do lương thực thiếu thốn, lòng người lo lắng, ông nghĩ ra 1 kế, ngầm sai Vương Kiệt chỉnh đốn quân đội, nổi trống tiến đến nơi trú quân. Trung vờ hỏi có việc gì, Kiệt đáp Vũ Văn Hộ đã bình định Lạc Dương, triều đình nghe tin Kê Hồ làm loạn, sai ông ta đến hiệp trợ thảo phạt. Rồi lại có sứ giả Đột Quyết (?) đến báo tin quân Đột Quyết đã tiến vào Tấn Dương, bày 10 vạn quân dưới Trường Thành, sẵn sàng trấn áp Kê Hồ. Người Kê Hồ cả sợ, tranh nhau biểu thị lòng trung thành, dâng cho quân Chu lương thực, vật dụng. Sau đó Vũ Văn Hộ không chiếm được Lạc Dương, ông cũng lui về. Trung được khen ngợi là giỏi làm việc, thưởng 30 vạn tiền, 500 xúc vải, 2000 hộc lúa.
Năm Thiên Hòa thứ 3 (568), Ông có bệnh phải quay về Trường An, Chu Vũ đế đến tận nhà thăm hỏi. Không lâu sau bệnh mất, được tặng Thái bảo, Đồng, Sóc… 13 châu chư quân sự, Đồng Châu thứ sử, quan chức như cũ. Con là Dương Kiên kế tự.

## Gia đình

### Vợ
- Nguyên Minh hoàng hậu Lữ Khổ Đào

### Con trai
- Tùy Văn đế Dương Kiên
- Đằng Mục vương Dương Toản
- Đạo Tuyên vương Dương Tung
- Vệ Chiêu vương Dương Sảng
- Thái Cảnh vương Dương Chỉnh